# Prospalta tricycla
Prospalta tricycla là một loài bướm đêm trong họ Noctuidae.